# Casearia arborea
Casearia arborea (Rich.) Urb. – gatunek rośliny z rodziny wierzbowatych (Salicaceae Mirb.). Występuje naturalnie na Karaibach, w Ameryce Centralnej oraz Ameryce Południowej.

## Rozmieszczenie geograficzne
Rośnie naturalnie na Karaibach, w Ameryce Centralnej oraz Ameryce Południowej. Na Karaibach jest spotykany na obszarze od Portoryko do Kuby. W Ameryce Centralnej występuje między innymi w Meksyku, Gwatemali, Kostaryce i Panamie. W Ameryce Południowej rośnie w Kolumbii, Wenezueli, Gujanie, Surinamie, Gujanie Francuskiej, Ekwadorze, Peru, Boliwii oraz Brazylii. W Brazylii został zaobserwowany w stanach Acre, Amazonas, Amapá, Pará, Rondônia, Roraima, Tocantins, Alagoas, Bahia, Ceará, Maranhão, Paraíba, Pernambuco, Piauí, Sergipe, Goiás, Mato Grosso do Sul, Mato Grosso, Espírito Santo, Minas Gerais, Rio de Janeiro, São Paulo (stan) i Parana, a także w Dystrykcie Federalnym.

## Morfologia
PokrójZimozielone drzewo lub krzew dorastające do 9 (–27) m wysokości. Korona jest rozłożysta.
LiścieBlaszka liściowa ma podługowaty kształt. Mierzy 8–11,5 cm długości oraz 2–3 cm szerokości, jest piłkowana na brzegu, ma rozwartą nasadę i spiczasty lub ogoniasty wierzchołek. Ogonek liściowy jest nagi i dorasta do 1–3 mm długości.
KwiatySą zebrane po 15–20 w pęczki, rozwijają się w kątach pędów. Mają 5 działek kielicha o owalnym kształcie i dorastających do 2–3 mm długości. Kwiaty mają 10 pręcików.
OwoceMają kulistawy kształt i osiągają 6–7 mm średnicy.

## Biologia i ekologia
Najczęściej rośnie wzdłuż dróg, na terenach otwartych, w zaroślach oraz lasach. Spotykany bywa w niskich górach. Preferuje wilgotne gleby wapienne. Najlepiej rośnie w wilgotnych, przybrzeżnych regionach. Kwitnie i owocuje przez cały rok.

## Zastosowanie
Drewno jest od umiarkowanie ciężkiego do ciężkiego, twarde, kruche i relatywnie trwałe, ma barwę od jasnobrązowej do bladożółtej, niekiedy jest czerwonobrązowe. Bywa używane jako krokwie i belki w budownictwie domowym. Ponadto ma zastosowanie jako opał.